# Walsura poilanei
Walsura poilanei är en tvåhjärtbladig växtart som beskrevs av François Pellegrin. Walsura poilanei ingår i släktet Walsura och familjen Meliaceae. Inga underarter finns listade i Catalogue of Life.